# Circle (Kit Watkins)
Circle is een muziekalbum van de Amerikaanse multi-instrumentalist Kit Watkins. Het album is opgenomen in Linden (Virginia); het thuis van Watkins. Het muzielabum bevat een mix van natuurgeluiden en ambientmuziek. De natuurgeluiden variëren van geluiden van krekels en storm tot de geluiden van tal van vogels.

## Musici
- Kit Watkins – alle instrumenten waaronder synthesizers, dwarsfluit, sopraansaxofoon en percussie.

## Composities
Het album bestaat uit drie suites Outer Boundaries (1-4); Sanctuaries (5-7) en Gathering Surfaces (8-12). De muziek is van Watkins.
1. All things (4:17)
2. The harbinger (6:58)
3. Under temproral blankets (6:45)
4. Man / Machine (5:06)
5. Song of spring (2:17)
6. Snake dance (4;39)
7. Aswash (3:02)
8. Heated sky (3:00)
9. Around and around (6:08)
10. Circle of rain (4:40)
11. Tumble (3:01)
12. Dawn’s return (9:16)